# Stephen Harriman Long
Stephen Harriman Long (1784-1864) est un explorateur de l'armée des États-Unis, un ingénieur topographe et un ingénieur des chemins de fer. En tant qu'inventeur, il s'est distingué dans ses développements de la conception des locomotives à vapeur. Il était l'un des explorateurs les plus actifs du début du XIXe siècle, bien que sa carrière d'explorateur fût relativement courte. Il a parcouru plus de 40 000 km au cours de cinq expéditions, notamment à travers les Grandes Plaines, qu'il décrivit comme un « Grand Désert », à l'origine de l'expression « Grand Désert américain » qui rebuta durant des décennies les colons. Le pic Longs (4 346 m) au Colorado porte son nom.

## Biographie
Il est le fils de Moses et Lucy (Harriman) Long. Il sort avec une licence ès lettres (Bachelor of Arts) du Dartmouth College en 1809 et une maîtrise ès lettres (Master of Arts) du même collège en 1812. Il enseigne dans le New Hampshire et la Pennsylvanie avant d'attirer l'attention du général Joseph Gardner Swift (en), alors chef des ingénieurs de l'armée américaine. En 1815, il le persuade de rejoindre l'armée comme sous-lieutenant. Il enseigne à West Point pendant un an. Il reçoit une commission d'ingénieur-lieutenant du Corps du génie de l'armée des États-Unis. Après la réorganisation de l'armée américaine, le 24 avril 1816 qui prévoit des ingénieurs topographes, il est nommé au grade de major le 16 avril comme officier topographe dans la Division du Sud sous les ordres du major général Andrew Jackson.

### Expéditions de 1817 à 1823: le hautMississippi, leMissouriet la rivièrePlatte

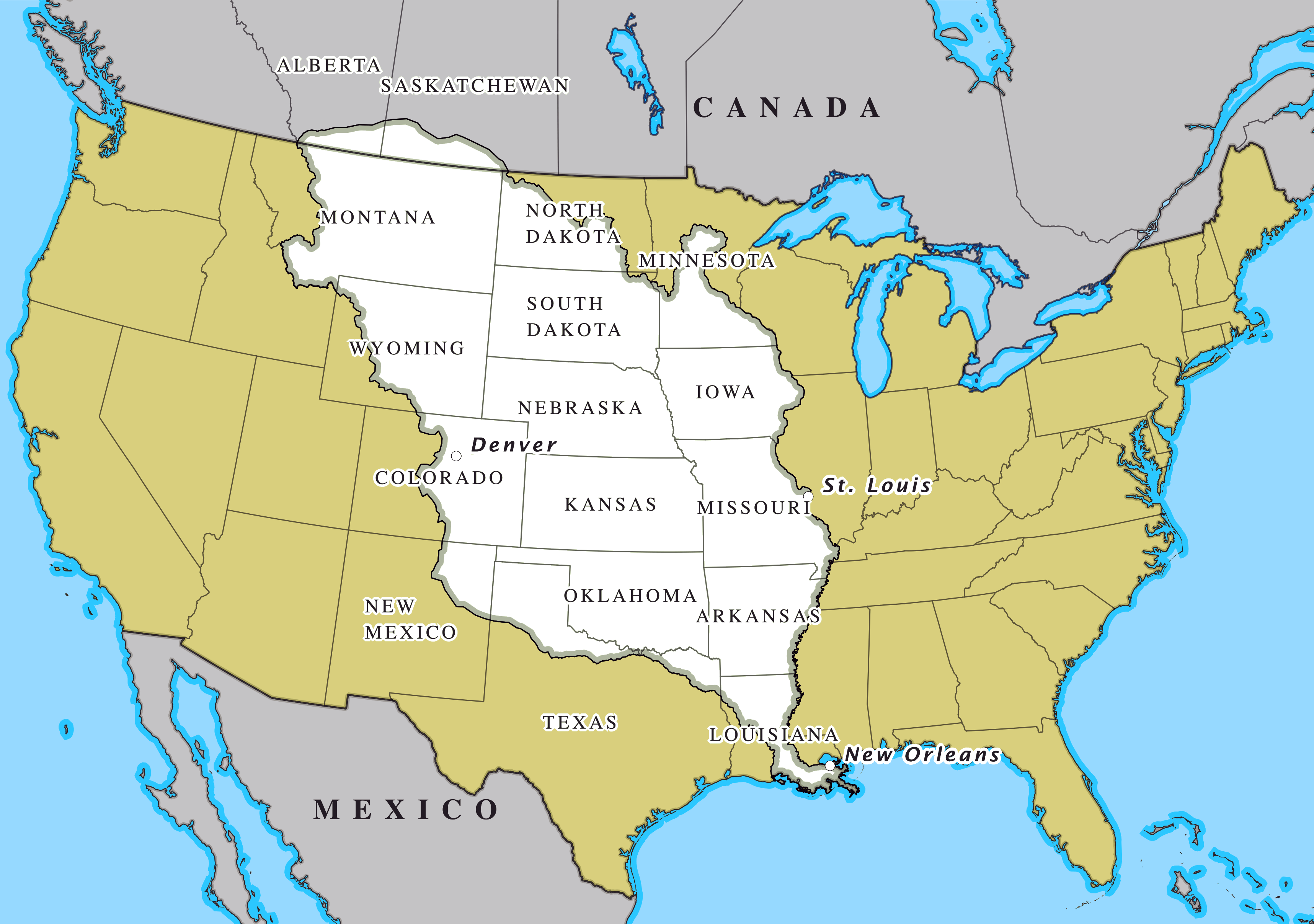
Le territoire de la Louisiane acheté par les États-Unis.

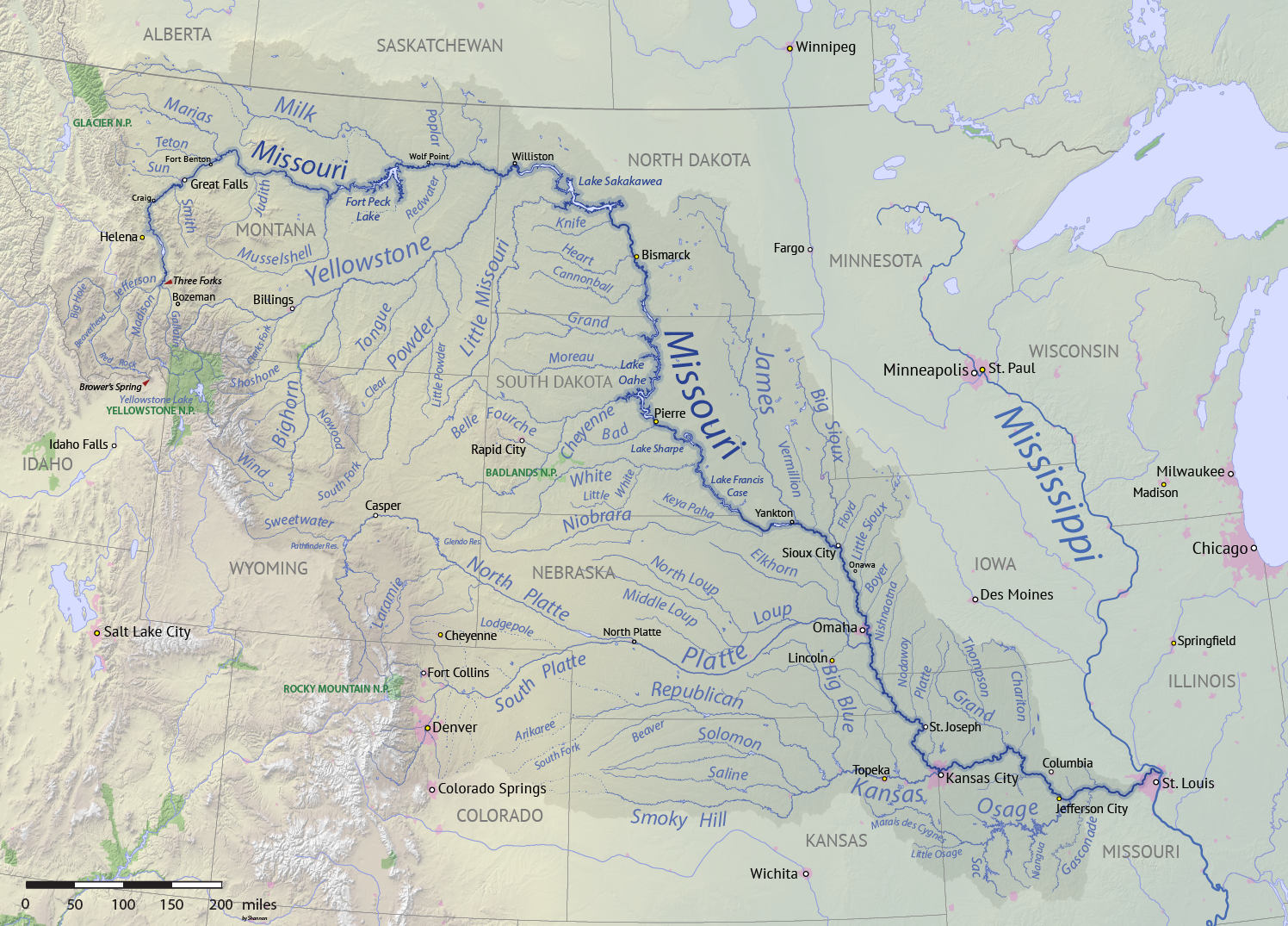
Le bassin du Missouri avec ses affluents.

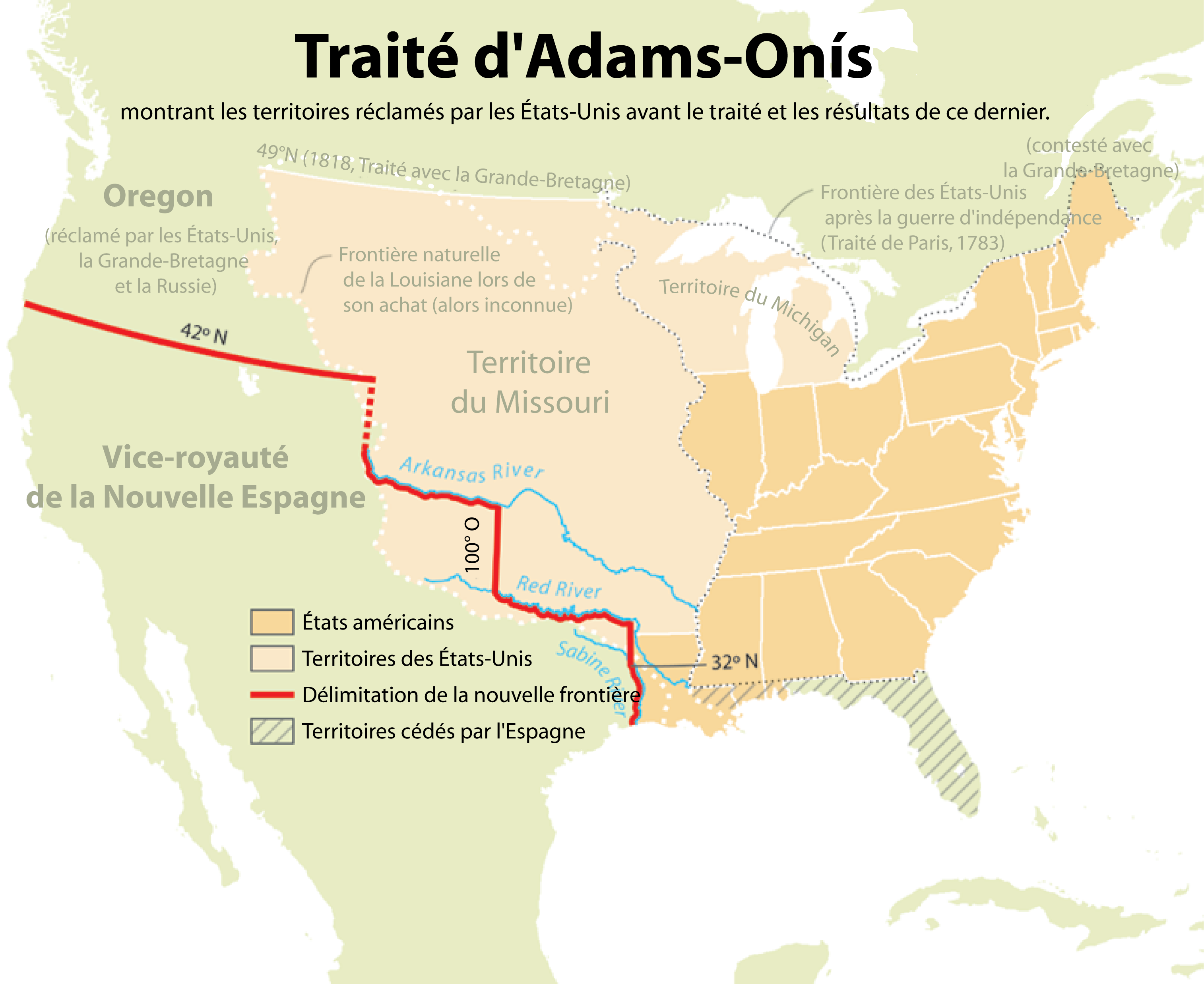
Frontières entre les États-Unis et le la Vice-royauté du Mexique prévue au traité d'Adams-Onís de 1819.

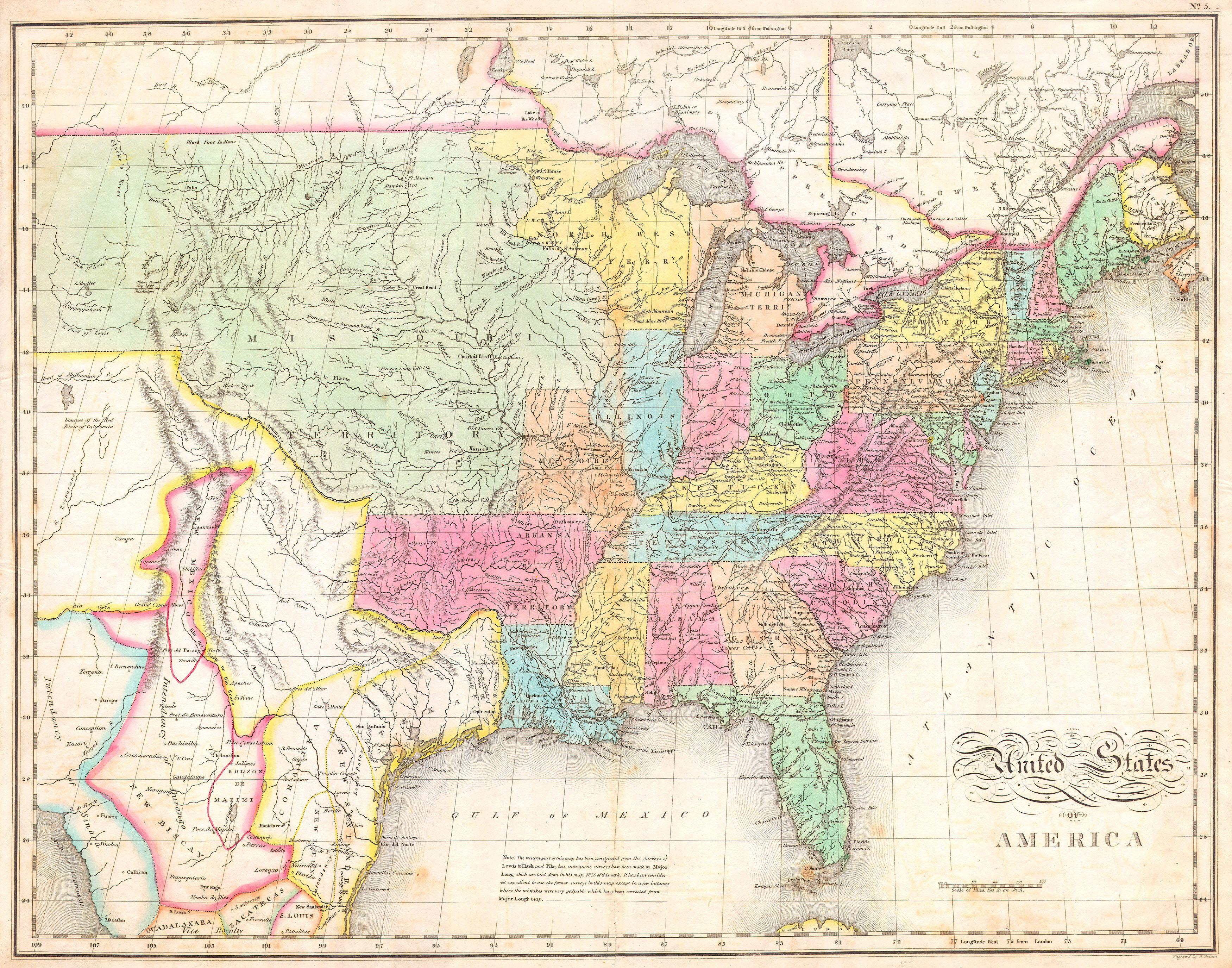
Carte des États-Unis de John Melish publiée en 1823 après la signature de la convention de 1818 signée entre la Grande-Bretagne et les États-Unis pour fixer la frontière avec l'Amérique du Nord britannique et le traité Adams-Onís de 1819 précisant la frontière avec la vice-royauté de Nouvelle-Espagne.

En 1817, le major Long est placé à la tête d'une expédition qui visite le haut Mississippi jusqu'aux chutes de Saint-Antoine, près de la confluence avec le Minnesota. À la suite de cette expédition, il recommande la construction du fort Snelling pour protéger les colons du Haut-Mississippi contre les incursions des Amérindiens. Il a fait le récit de cette expédition dans le livre Voyage in a six-oared skiff to the falls of Saint Anthony in 1817 publié en 1860.
En 1818, il est désigné pour organiser une expédition scientifique vers le haut Missouri et la rivière Yellowstone placée sous le commandement du colonel Henry Atkinson qui est protégée par des soldats. Long passe l'automne à préparer l'expédition et à expérimenter un bateau à vapeur, le Western Engineer, pour remonter les rivières.
En mars 1819 il se marie avec Martha Hodgkiss de Philadelphie, belle-sœur de John Norvell, sénateur du Michigan.

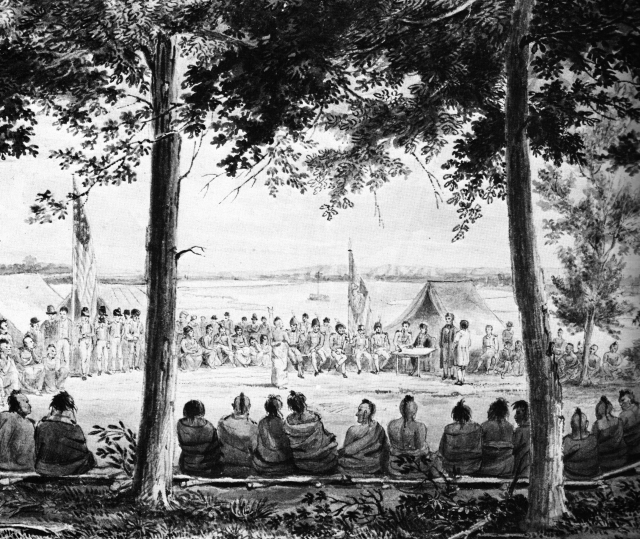
Rencontre de l'expédition du major Long avec les Pawnees. Samuel Seymour.

L'expédition a quitté Saint-Louis et remonte le Missouri en bateau à vapeur dans le territoire qui appartient aux États-Unis depuis la vente de la Louisiane. L'expédition est arrivée le 17 septembre au fort Lisa appartenant à la Compagnie des fourrures du Missouri de William Clark et situé à 8 km au sud de Council Bluffs. L'expédition a installé ses cantonnements à proximité pour y passer l'hiver. Long retourne alors sur la côte Est. Le but de l'expédition a changé. Au lieu de remonter le Mississippi, le président James Monroe a décidé que l'expédition devait remonter la rivière Platte jusqu'à sa source dans les Rocheuses puis revenir en suivant la frontière avec les territoires appartenant alors à l'Espagne tels que définis dans le traité d'Adams-Onís négocié par John Quincy Adams pour les États-Unis. La major Long a été à la tête de la première expédition scientifique de la rivière Platte. Elle comprenait 19 hommes dont le peintre paysagiste Samuel Seymour, le peintre naturaliste Titian Ramsay Peale, le naturaliste et zoologiste Thomas Say et le médecin Edwin P. James (en) qui s'est intéressé à la botanique et à la géologie et a été le premier à escalader le pic Pikes en 1820. Le 6 juin 1820, l'expédition a traversé la rivière Platte et a rencontré les Amérindiens Pawnees et Otos. Le 14 octobre 1820, le major Long a participé à une réunion avec 400 Amérindiens Omahas et leur chef Big Elk. Après avoir reconnu le pic Longs et les Rocheuses, l'expédition a descendu la South Platte et parcouru la ligne de partage des eaux de l'Arkansas. Le groupe s'est alors scindé, et Long a pris la direction de la partie devant rejoindre la Red River mais qui, ayant rencontré des Amérindiens hostiles, n'ont pu l'atteindre. Ayant dû manger leurs chevaux pour survivre, ils ont finalement retrouvé l'autre groupe à fort Smith, en Arkansas.
C'est dans le rapport rédigé en 1820 à la suite de cette expédition que Stephen H. Long écrit que les plaines du Nebraska à l'Oklahoma sont impropres à la culture et inhabitables par des peuples dépendant de l'agriculture. Sur la carte qu'il fait de ses explorations il indique « Grand Desert ». Cette appellation pouvait aussi réduire les appétits territoriaux des Britanniques, Espagnols et Russes pour cette région qu'ils pouvaient disputer aux Américains.

### Expédition de 1823 de laRivière Rougedu Nord

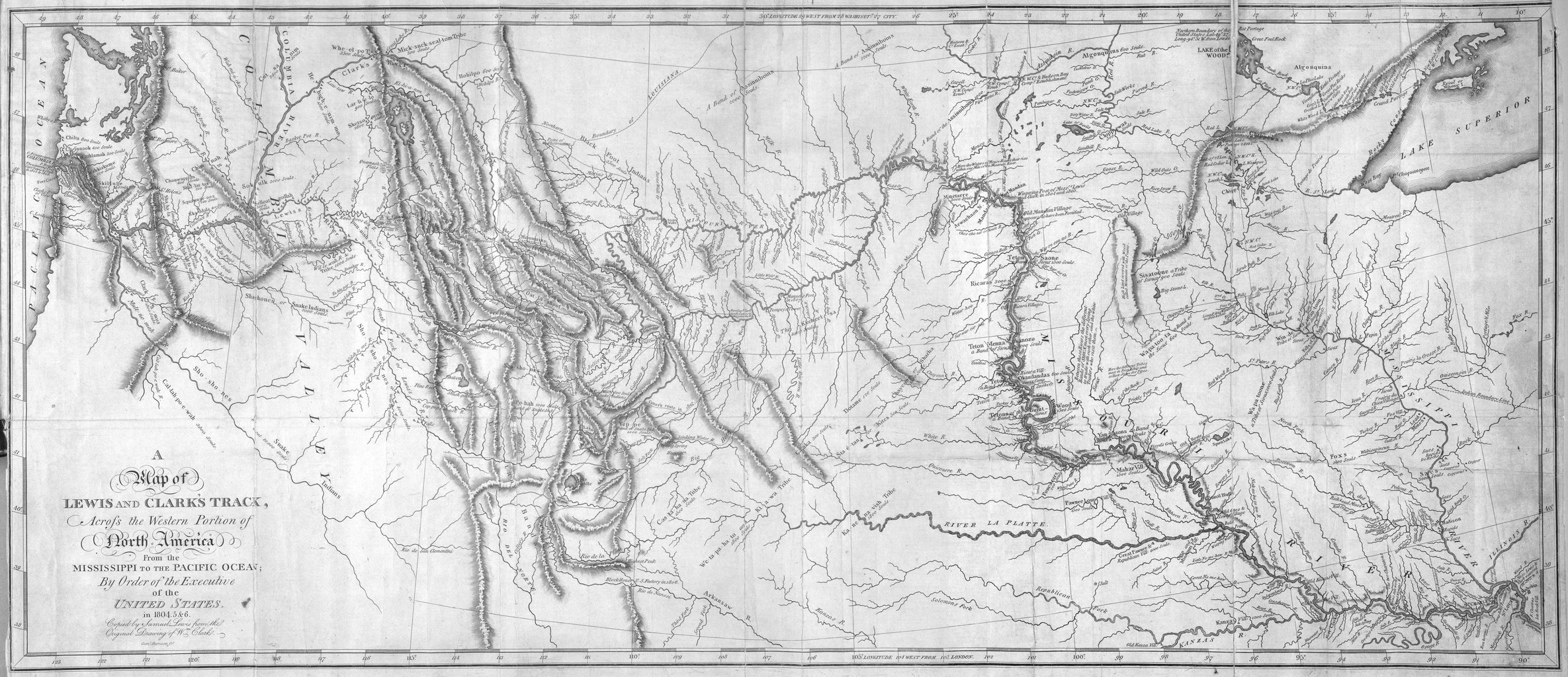
Plan fait à partir de l'expédition Lewis et Clark aux sources du Missouri et à travers les Rocheuses vers l'océan Pacifique en 1804-1806.

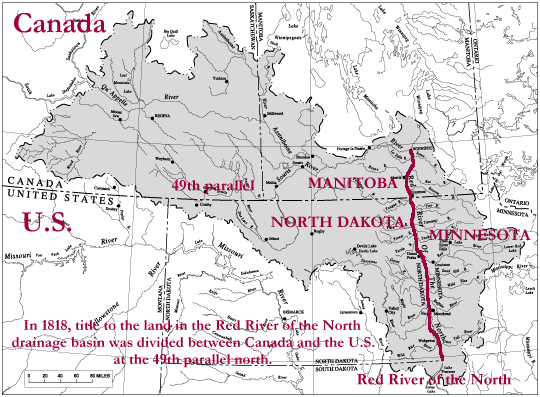
Le bassin de la Rivière Rouge du Nord

Cette expédition a remonté la rivière Minnesota, alors appelée St.Peter's River, puis la Rivière Rouge du Nord vers Fort Garry, aujourd'hui Winnipeg, puis a traversé le Canada britannique pour rejoindre le Lac Huron. Cette expédition a été précédée dans la région de celle commandée par Lewis Cass en 1820, avec Henry Schoolcraft et David Bates Douglass (en). Cette expédition a été définie avec des objectifs scientifiques et commerciaux. Elle a favorisé l'ouverture des pistes de la rivière Rouge qui ont permis de relier Saint Paul avec la colonie de la rivière Rouge.

### Ingénieur conseil
En 1824, le Congrès des États-Unis passe une loi autorisant les ingénieurs de l'armée américaine d'assister les compagnies privées de chemin de fer ou de canaux à travers le pays.
Après ces expéditions, Stephen Long a été libéré de ses obligations militaires pendant plusieurs années. Il a alors été employé comme ingénieur conseil par plusieurs compagnies de chemins de fer sur des projets de lignes. Il a commencé à travailler pour la compagnie Baltimore and Ohio Railroad en 1827 pour laquelle il travaille sur le tracé des lignes de chemin de fer avec Jonathan Knight (en). Il trouve le temps de rédiger « Railroad manual or a brief exposition of principles and deductions applicable in the tracing the route of a railroad » en 1829, publié dans le Journal of the Franklin Institute en 1830.
Il a travaillé avec d'autres ingénieurs militaires dans la conception et la construction de lignes de chemin de fer.

#### Concepteur de locomotives
En 1826 il a obtenu son premier brevet pour une locomotive à vapeur. Plusieurs autres brevets ont suivi.
En 1832, avec William Norris et plusieurs investisseurs, il crée l'American Steam Carriage Company, plus tard la Norris Locomotive Works (en), pour exploiter ses brevets de locomotives. Cette association s'est arrêtée en 1934 à cause des difficultés à réaliser les locomotives conçues suivant les plans de Stephen Long.

#### Concepteur de ponts en treillis en bois
Parallèlement à ses études pour la production de locomotives, il a aussi conçu des plans de ponts en treillis en bois d'abord pour la réalisation de voies de chemin de fer. C'est lui qui a introduit dans la langue anglaise le mot « framework ». Il construit un premier pont en août 1829 sur la ligne vers Washington, le Jackson Covered Bridge pour lequel il a obtenu un brevet en 1830 et qu'il a décrit dans le Journal of Franklin Institute et un livre publié en 1830, réécrit et augmenté en 1836 et réimprimé en 1841 pour expliquer la conception de ses ponts. D'autres brevets de pont en treillis ont suivi jusqu'en 1858. Les brevets de pont à treillis de Stephen H. Long ont initié la conception de plusieurs poutres en treillis qui ont été brevetées.
En 1832, il a accepté de réaliser trois ponts pour la compagnie Baltimore and Susquehanna Railroad pour franchir la Jones Falls, dans le Maryland.
À la différence de Timothy Palmer, Theodore Burr et Lewis Wernwag, Stephne H. Long n'est pas un constructeur de pont, sauf peut-être ses premiers ponts, mais un concepteur. Pour exploiter ses brevets il a commissionné des agents commerciaux. En 1835, un de ses agents commerciaux, Thomas Hassard, que déjà 19 ponts ont été construits suivant les brevets de Stephen Long, dont plusieurs pour la ligne de Boston à Worcester (en) et la ligne de Boston à Providence (en).
Entre juin et novembre 1836 il a dirigé l'étude de la route entre les berges de la baie de Penobscot à Belfast (Maine) vers le Québec pour la compagnie Belfast & Quebec Railroad agréée par l'État du Maine le 6 mars 1836. Ce projet n'a pas été réalisé à cause de la panique financière de 1837.
Il a ensuite été employé par la Western and Atlantic Railroad (en) en Géorgie. Il a signé son contrat d'ingénieur en chef de la compagnie le 12 mai 1837. Elle est restée dans cette position jusqu'au 3 novembre 1840.
En 1838 il est nommé dans le nouveau Corps des ingénieurs topographiques qui est créé le 4 juillet 1838. Le Major Long est resté fidèle au gouvernement fédéral pendant la guerre de Sécession. Il a été nommé colonel en 1861 puis il revient dans le Corps des ingénieurs de l'armée américaine au moment de la fusion des deux Corps, en 1863.

## Publications

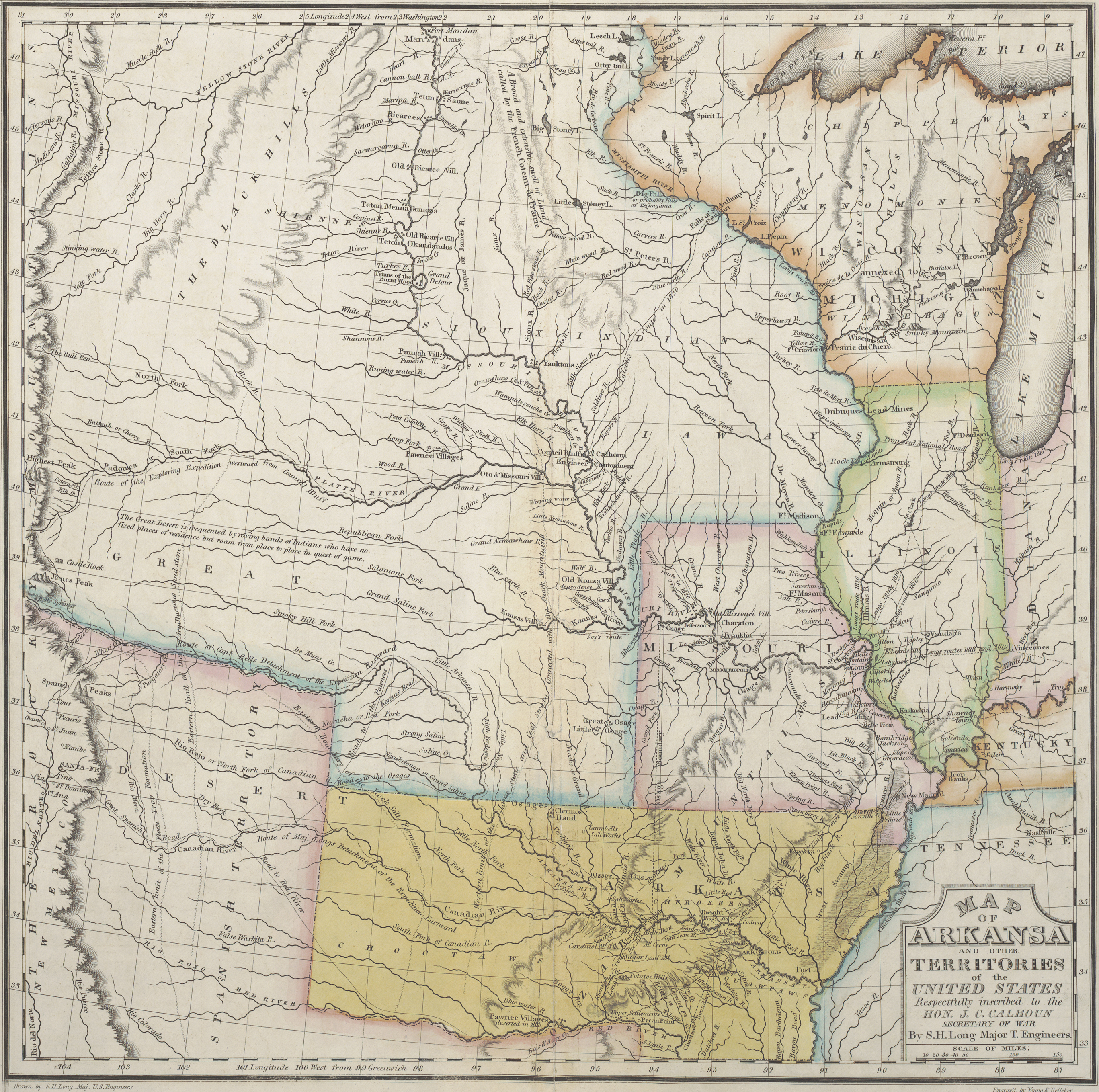
Stephen Harriman Long, Geographical, Statistical and Historical Map of Arkansas Territory, 1822

- Specifications of certain improvements in the Locomotive Engine, and in the mode of transferring loaded carriages from one level to another, in their passage upon rail-ways, p. 129-139, Journal of the Franklin Institute of the State of Pennsylvania, volume 2, september 1826 (lire en ligne)
- Description of an improved syphon, and a self-regulating water-gate, for obtaining a regular and equable supply of water, from reservoirs, for canals, and for others purposes, p. 350-352, Journal of the Franklin Institute of the State of Pennsylvania, may 1827 (lire en ligne)
- Description of a Steam-engine boiler, adapted to the usue of Anhracite, or bituminous coal, and particularly applicable to Locomotive-engine, p. 115-116, Journal of the Franklin Institute of the State of Pennsylvania, volume 4, august 1827 (lire en ligne)
- On the principles which should govern the location and construction of Rail-roads, p. 178-193, Journal of the Franklin Institute of the State of Pennsylvania, september 1830 (lire en ligne)
- Description of the Jackson Bridge, Together with Directions to Builders of wooden or frame bridges, Sands & Nielson, Baltimore, 1830 (lire en ligne)
- Explosions of Steam Boilers : On the Structure and Management of Steam Engine Boilers, p. 244-247, Journal of the Franklin Institute of the State of Pennsylvania, october 1831 (lire en ligne)
- Description of Col. S.H. Long's Bridges: Together with a Series of Directions to Bridge Builders, WM. Geddes, Philadelphie, 1841 (lire en ligne)
- Voyage in a six-oared skiff to the falls of Saint Anthony in 1817, Henry B. Ashmead, Philadelphie, 1860 (lire en ligne)

## Brevets
- United States Patent and Trademark Office : Truss bridge, Brevet no X5 862, à Stephen H. Long, du 6 mars 1830[3]
- United States Patent and Trademark Office : Locomotive, Brevet no X7 351, à Stephen H. Long, du 28 décembre 1832[4].
- United States Patent and Trademark Office : Locomotive, Brevet no X7 372, à Stephen H. Long, du 17 janvier 1833
- United States Patent and Trademark Office : Truss bridge, Brevet no X9 340, à Stephen H. Hong, du 23 janvier 1836
- United States Patent and Trademark Office : Wooden-framed suspension-bridge, Brevet no 1 397 à Stephen H. Long, du 7 novembre 1839
- United States Patent and Trademark Office : Wooden-framed brace-bridge, Brevet no 1 398 à Stephen H. Long, du 7 novembre 1839[5].
- United States Patent and Trademark Office : Bridge, Brevet no 5 366 à Stephen H. Long, du 13 novembre 1847[6]
- United States Patent and Trademark Office : Bridge, Brevet no 21 203 à Stephen H. Long de Louisville, Kentucky, le 17 août 1858
- United States Patent and Trademark Office : Dredging-Machine, Brevet no 31 811 à Stephen H. Long de Alton, Illinois, le 26 mars 1861